# Oxyrhachis zanzibarensis
Oxyrhachis zanzibarensis är en insektsart som beskrevs av Capener 1962. Oxyrhachis zanzibarensis ingår i släktet Oxyrhachis och familjen hornstritar. Inga underarter finns listade i Catalogue of Life.